# Diego Camargo
Pour les articles homonymes, voir Camargo.
Camargo  Pineda est un nom espagnol. Le premier nom de famille, en général paternel, est Camargo ; le second, en général maternel, souvent omis, est Pineda.
Diego Andrés Camargo Pineda, né le 3 mai 1998 à Tuta (Boyacá), est un coureur cycliste colombien, membre de l'équipe EF Education-EasyPost.

## Biographie
Diego Camargo commence le cyclisme en 2015 avec des courses de VTT organisées dans sa ville natale de Tuta, située au centre du département de Boyacá. Repéré par Ricardo Mesa, il rejoint en 2015 le Club Evolución Tutense, où il court ses premières courses sur route dans le calendrier national. Ses premières performances notables ont lieu lors de la Vuelta de la Juventud de Colombia en 2017, où il termine septième de la montée finale exigeante de l'Alto de Letras. Pour les saisons 2018 et 2019, il rejoint l'équipe continentale Coldeportes-Zenú, composée de cycliste de moins de 23 ans. En 2019, il gagne la Vuelta a Boyacá grâce à son succès d'étape lors du contre-la-montre individuel,.
Ses performances lui assurent une place pour 2020 dans l'équipe Colombia Tierra de Atletas-GW Bicicletas. Après un top 20 au général du Tour de San Juan, il participe à différentes courses en Europe avec l'équipe. De retour au pays, il entre dans l'histoire, en devenant le troisième cycliste à remporter le même année le Tour de Colombie et la Vuelta de la Juventud de Colombia, après Rafael Antonio Niño en 1970 et Oliverio Rincón en 1989.
Ses bons résultats lui permettent de rejoindre en 2021 l'UCI WorldTeam américaine EF Education-Nippo,.

## Palmarès
- 2019
  - Vuelta a Boyacá :
    - Classement général
    - 2e étape (contre-la-montre)
- 2020
  - Classement général du Tour de Colombie
  - Classement général de la Vuelta de la Juventud de Colombia
- 2021
  - 2e du championnat de Colombie du contre-la-montre
- 2022
  - 3e du championnat de Colombie du contre-la-montre
- 2023
  - 3e du championnat de Colombie du contre-la-montre
- 2024
  - 2e du Tour de Colombie
- 2025
  - Tour de Beauce : 
    - Classement général
    - 3e étape

  - 4eet 9e étapes du Tour de Colombie
  - 2e du championnat de Colombie sur route
  - 3e de la Clásica de Rionegro

## Résultats sur les grands tours

### Tour d'Italie
1 participation
- 2022 : 79e

### Tour d'Espagne
2 participations
- 2021 : 53e
- 2023 : 84e

## Classements mondiaux
| Année                                 | 2020  | 2021  | 2022  | 2023 | 2024 |
| ------------------------------------- | ----- | ----- | ----- | ---- | ---- |
| Classement mondial                    | 1154e | 1026e | 1569e | 793e | 679e |
| UCI America Tour                      | 95e   | 146e  | 230e  | 81e  | 75e  |
|                                       |       |       |       |      |      |
| Légende : nc = non classéSource : UCI |       |       |       |      |      |